# Batalla de Formigny
La batalla de Formigny enmarcada en el contexto de la guerra de los Cien años sucedió en Formigny, cerca de Carentan, Francia. Acabó resultando en una victoria decisiva francesa (15 de abril de 1450).
Los beligerantes fueron el Reino de Inglaterra por un lado y el Reino de Francia y el Ducado de Bretaña por otro. Sus comandantes eran Thomas Kyriell por los ingleses y el Conde de Clermont, Arturo de Richemont, condestable de Richemont por el lado francés. Las fuerzas eran de 4.000 ingleses y 5.000 franceses siendo las víctimas y pérdidas de 2.500 y 100-200 respectivamente.

## Antecedentes
El francés, bajo el mando de Carlos VII, había aprovechado el tiempo ofrecido por la tregua de Tours en 1444 para reorganizar y fortalecer sus ejércitos. El inglés, sin un liderazgo claro por la debilidad de Enrique VI, se encontraba peligrosamente débil. Cuando el francés rompió la tregua en junio de 1449 se encontraban en una posición mucho mejor. Pont-Audemer, Pont-l'Évêque y Lisieux cayeron en agosto y gran parte de Normandía, fue recuperada en octubre. Cortando el  norte y el este los hermanos supervisaron la captura de Ruan (octubre de 1449), Harfleur (diciembre de 1449), Honfleur y Fresnoy (enero de 1450), antes de pasar a invadir Caen. 
El inglés había reunido un pequeño ejército durante el invierno de 1449. Contaban con alrededor de 3.000 hombres que se enviaron desde Portsmouth a Cherbourg bajo el mando de Sir Thomas Kyriell. Llegaron el 15 de marzo de 1450 y el ejército se vio reforzado con 2.000 hombres más por Sir Matthew Gough a finales de marzo.

## La batalla

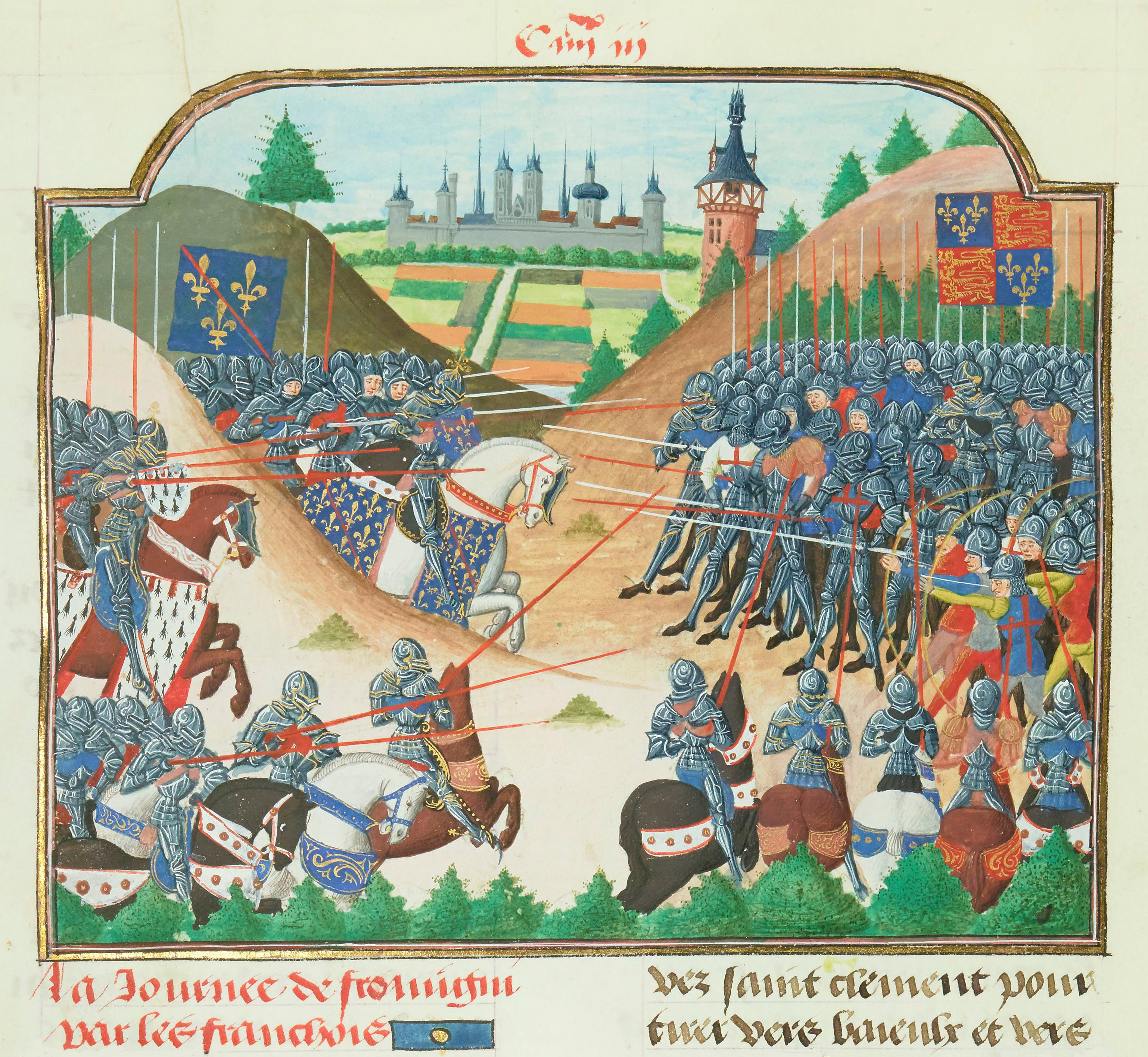
Pintura de la batalla de Formigny por autor anónimo

Kyreill avanzó por el sur y capturó Valognes en un sangriento enfrentamiento. Más al sur se sumaron a dos ejércitos franceses (alrededor de 5.000 hombres bajo el mando del Conde de Clermont) y marcharon al norte de Carentan. El ejército inglés rodeó Carentan el 12 de abril, pero el francés se negó a rendirse, aunque hubo una serie de pequeñas escaramuzas.  Kyriell giró al este hacia Bayeux, llegando a la aldea de Formigny el 14 de abril. Al mismo tiempo, una tercera fuerza francesa, dirigida por el Condestable de Richmont, había llegado a San Lô desde el sur. 
El 15 de abril, las fuerzas de Clermont fueron avistadas por el ejército inglés. Los ejércitos se enfrentaron sobre la carretera Carentan-Bayeux, cerca de un pequeño afluente del Aure. El inglés estaba de espaldas a la corriente. La formación del inglés, alrededor de cuatro mil hombres y con una proporción de arqueros superior —tres contra uno— se reunió en una larga fila detrás de una línea de estacas y bajo pequeñas trincheras. 
Clermont inició el combate con ataques contra los flancos y pequeñas cargas, pero había pocas posibilidades de éxito y fueron fácilmente rechazados. Luego avanzaron dos cañones. Después de un tiempo de cañoneo que causó algunas bajas, los ingleses cargaron y capturaron las armas. 
Estas primeras escaramuzas duraron unas tres horas. En ese momento el ejército bretón de Arthur de Richemont llegó desde el sur, después de haber cruzado la Aure y ahora se aproximaba a la fuerza del inglés por el flanco. Su número era de casi 1.200 bretones, casi todos montados a juzgar por el ritmo de su marcha. 
Kyriell se replegó de Clermont y formó a las fuerzas en "L". Con la posición preparada abandonada y dividido por el fuego del enemigo el inglés quedó abrumado tras una serie de cargas. Kyriell fue capturado y su ejército destrozado. 
El ejército inglés sufrió un importante golpe con 2.500 muertos o gravemente heridos y 900 prisioneros, mientras que el francés y el bretón no sufrieron más de 1000 muertos y heridos. Con ninguna otra fuerza inglesa importante en Normandía, la región fue sometida rápidamente por los franceses. El avance continuó por todas partes, recuperando todas las posesiones inglesas excepto Calais.

## Importancia
La batalla es a menudo citada como la primera en la que los cañones desempeñaron un papel fundamental (el primer uso decisivo del cañón por lo general se considera que ha sido la siguiente batalla, en Castillon). Esto es bastante difícil de juzgar, los testimonios contemporáneos son dudosos y se puede observar que la llegada del ejército bretón de Arthur de Richemont, futuro duque de Bretaña, Arturo III, con su poderosa fuerza de caballería sobre el flanco del inglés fue bastante más significativo ya que obligó a este a abandonar su posición defensiva preparada, aunque hay que señalar que el fuego de artillería desde los dos cañones franceses jugaron un papel también en ello. 
El cañón pudo haber sido decisivo, no tanto por el efecto que hacía en la batalla, sino porque alertó a Richemont sobre el hecho de que se estaba desarrollando una batalla cerca, y propició su aparición en el campo. Afortunadamente estaba del bando de Clermont porque, como escribió uno de sus capitanes, si el condestable (Richemont) no hubiera entrado cuando lo hizo, el ejército de Clermont habría sufrido "daños irreparables".